# Acanthopleuribacterales
Acanthopleuribacterales es un orden de bacterias gramnegativas de la clase Holophagae. Fue descrito en el año 2008. Contiene una sola familia, Acanthopleuribacteraceae y 2 géneros. Consiste en bacterias aerobias y móviles. Se ha encontrado relacionado con animales marinos, como chitones y corales. 

## Taxonomía
Actualmente contiene una sola familia (Acanthopleuribacteraceae) y 2 géneros, cada uno de ellos con una sola especie:
- Género Acanthopleuribacter:
  - Acanthopleuribacter pedis
- Género Sulfidibacter:
  - Sulfidibacter corallicola